# Impossible Remixes
Impossible Remixes je album z remixi avstralske pop-dance pevke Kylie Minogue. Album je izšel 10. avgusta 1998 preko založbe Mushroom Records samo v Avstraliji. Album je vključeval remixe z njenega šestega glasbenega albuma, Impossible Princess (1998). Britanska različica albuma Impossible Remixes je vključevala tudi remix pesmi »Breathe«, ki je bil vključen že na njen album Mixes (1998).

## Seznam pesmi
CD 1:
1. »Too Far« (remix Brothers in Rhythm) – 10:21
2. »Breathe" (TNT-jev klubski remix) – 6:45
3. »Did It Again« (remix Trouser Enthusiasts' Goddess of Contortion) – 10:22
4. »Breathe« (Teejev remix) – 6:59
5. »Some Kind of Bliss« (Quivverjev remix) – 8:39

CD 2:
1. »Too Far« (remix Juniorja Vasqueza) – 11:44
2. »Did It Again« (remix Razor n Go) – 11:21
3. »Breathe« (Sashev klubski remix) – 5:20
4. »Too Far« (remix Brothers in Rhythm) – 8:31
5. »Breathe« (remix Nalina & Kanea) – 10:11